# Vittoriano Guareschi
Vittoriano Guareschi (Parma, 19 juni 1971) is een Italiaans voormalig motorcoureur.

## Carrière
Guareschi begon zijn motorsportcarrière in 1988 in het Italiaanse 125 cc-kampioenschap, waar hij een aantal seizoenen in reed. In zijn eerste twee seizoenen reed hij op een Cagiva en een Aprilia. Hij was hier tijdelijk ook de teamgenoot van Valentino Rossi. In 1990 stapte hij over naar het Italiaans kampioenschap Supersport, waarin hij op een Bimota vierde werd. Tussen 1992 en 1994 werd hij ieder jaar derde in deze klasse. In 1995 won hij voor Yamaha de titel in het Italiaanse Supermono-kampioenschap. In 1996 maakte hij zijn internationale debuut in de Supersport-klasse van het Europees kampioenschap wegrace op een Yamaha. Hij behaalde hier drie podiumplaatsen en werd vijfde in de eindstand.
In 1997 maakte Guareschi de overstap naar de nieuwe wereldserie Supersport, waarin hij op een Yamaha bleef rijden. Hij won drie races in Spielberg, Albacete en Sentul en stond daarnaast ook in Oschersleben op het podium. Hij behaalde 144 punten, waardoor hij met een punt achterstand op Paolo Casoli tweede werd in het klassement. In 1998 won hij de seizoensfinale in Assen en behaalde hij podiumplaatsen in Monza, Nürburg, Kyalami, Brands Hatch en Spielberg. Met 149 punten werd hij opnieuw tweede in het kampioenschap, ditmaal achter Fabrizio Pirovano.
In 1999 stapte Guareschi over naar het wereldkampioenschap superbike, waarin hij opnieuw voor Yamaha uitkwam. Hij behaalde zijn eerste podiumplaats in de eerste race in Spielberg en werd met 99 punten tiende in de eindstand. In 2000 stond hij op Phillip Island op het podium, maar viel hij vaak uit tijdens de races en zakte zo naar de twintigste plaats in het kampioenschap met 46 punten. In 2001 keerde hij terug naar de wereldserie Supersport, dat inmiddels was vervangen door een officieel wereldkampioenschap, voor het fabrieksteam van Ducati. Twee vierde plaatsen in Phillip Island en Lausitz waren zijn beste klasseringen en hij werd met 43 punten zestiende in het klassement.
Na het seizoen 2001 stopte Guareschi als racecoureur en werd hij aangenomen door Ducati als ontwikkelingscoureur van hun nieuwe MotoGP-fabrieksteam. In 2004 reed hij een laatste race in het WK Supersport als wildcardcoureur in Misano, waarin hij achtste werd. Hij was tot 2009 actief als ontwikkelingscoureur voor Ducati, waarna hij werd benoemd tot teambaas van hun MotoGP-team als vervanger van Livio Suppo, die naar Honda vertrok. Aan het eind van het seizoen 2013 werd hij teambaas van het Moto3-team Sky Racing Team by VR46, eigendom van zijn voormalige teamgenoot Valentino Rossi. In september 2014 verliet hij dit team en ging hij aan de slag als monteur bij de Moto Guzzi-dealer die werd gerund door zijn familie.